# 趙大衍
趙 大衍（チョ・デヨン、朝鮮語: 조대연、1888年5月24日 - 1962年）は、大韓帝国、日本統治時代の朝鮮、大韓民国の実業家、ジャーナリスト、政治家。厳政面面長、第2代韓国国会議員、第9・10代忠清北道知事を歴任した。
本貫は豊壌趙氏。別名は小隠。

## 経歴
忠清北道忠州郡の家世農で地方の豪族の出身。漢文修学を経て大同法律専門学校卒。大韓帝国掌礼院典祀判任官5等を経て、1922年より忠清北道評議員、忠州面協議員、厳政面長、忠州金融組合長、忠州煙草耕作組合長、朝鮮殖産株式会社専務、新渓金融組合長、毎日新報支局長、自治会長、独促国民会忠州支部長・忠清北道副委員長、国民議会代議員、忠州郡選挙区選出の無所属の第2代国会議員を歴任した。1955年に民主党の結党に参加し、同党中央常務委員・忠清北道党副委員長を務めた。1960年10月に忠清北道知事に任命され、同年12月の忠清北道知事選挙でも当選した。当選時も民主党所属だったが、党籍があれば偏ることが多いとして離党した。しかし、1961年の5・16軍事クーデターにより失職し、翌年に死去した。

## 活動
日本統治時代は日本語に精通し、日本人の有識者と交流を通じて内鮮融和に力を入れた。また、小作人の保護と貧民救済、内外社会の公共業務にも力を使った。
国会議員時代は野党議員として活動し、政治闘争や謀略家の籠絡にあまり関心を置かなかったが、釜山政治波動の時は外部の強圧を克服して、護憲闘争に最後まで孤軍奮闘した。